# 펠릭스 바인가르트너

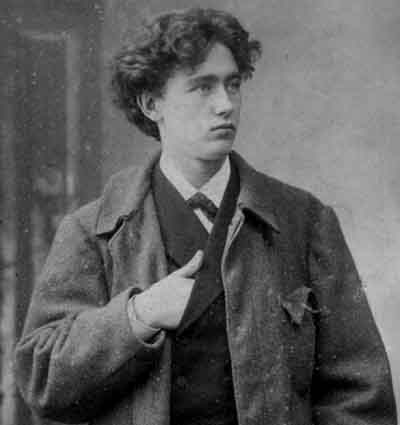
1890년 경

폴 펠릭스 바인가르트너(Paul Felix Weingartner, Edler von Münzberg, 1863년 6월 2일 ~ 1942년 5월 7일)는 오스트리아의 지휘자, 작곡가, 피아니스트이다.
바인가르트너는 오스트리아계 부모로부터 자라(현재의 자다르)에서 태어났다.
5번 결혼했다: 1891년에는 Marie Juillerat와, 1903년에는 Baroness Feodora von Dreifus와, 1912년에는 메조소프라노 Lucille Marcelm 1922년에는 여배우 Betty Callish, 1931년에는 Carmen Studer.
왕년의 오스트리아의 명지휘자였다. 빈에서의 활약이 길었으며, 베토벤 지휘자로서는 역사상 최고의 명성을 획득한 지휘자였다.

## 작품목록

### 교향곡
- 교향곡 1번 사장조 Op.23 (1898)
- 교향곡 2번 내림마장조 Op.29 (1901)
- 교향곡 3번 마장조 Op.49 (1908-1910)
- 교향곡 4번 바장조 Op.61 (1917)
- 교향곡 5번 다단조 Op.71 (1926)
- 교향곡 6번 나단조 Op.74 '비극적' (1929) (2악장은 슈베르트의 미완성교향곡 3악장을 인용하여 작곡됐다.)
- 교향곡 7번 다장조 Op.87 '합창' (1935-7)